# Mang'ula
Mang'ula è una circoscrizione mista (mixed ward) della Tanzania situata nel distretto di Kilombero, regione di Morogoro. Conta una popolazione di 36 176 abitanti (censimento 2012).